# Agrotis duosigna
Agrotis duosigna là một loài bướm đêm trong họ Noctuidae.